# Bisindolylmaleimid 1
Bisindolylmalimid 1 ist eine chemische Verbindung aus der Gruppe der Bisindolylmaleimide.

## Eigenschaften
Bisindolylmalimid 1 ist ein oranger kristalliner Feststoff, der praktisch unlöslich in Wasser ist.

## Verwendung
Bisindolylmalimid 1 wird als hochselektiver Inhibitor aller Proteinkinase-C-Isoformen und als leichter Inhibitor von GSK-3 verwendet.